# Cornel Vulpe
Cornel Vulpe (n. 19 mai 1930, Bălcăuți, județul Hotin – d. 4 septembrie 2002, București) a fost un renumit actor român de teatru și film.
A absolvit Institutul de Artă Teatrală și Cinematografică „I.L. Caragiale” din București, secția Actorie, în 1953. S-a transferat în 1969 la Teatrul de Comedie din București.

## Distincții
- Medalia Muncii (7 septembrie 1957) „pentru merite deosebite în activitatea artistică, cu prilejul împlinirii a 10 ani de la înființarea Teatrului Muncitoresc C.F.R.”[2]

## Filmografie
- Când vine barza (film TV) - subsecretarul de stat Charles Jaquet
- Petrecerea (film TV, 1970) - Titi
- Cavalerul Tristei Figuri (film TV, 1971)
- Bumerangul (1974)
- Plicul (film TV, 1974)
- Tată de duminică (1975)
- Tufă de Veneția (1977)
- Cîntec pentru fiul meu (1980)
- Grăbește-te încet (1982)
- Eroii n-au varsta serial tv (1984)
- Clipa de răgaz (1986)
- Cucoana Chirița (1987)
- Chirița în Iași (1988)
- Capul de rățoi (1992)
- Păcatul (film TV, 1995) - preotul
- Une mere comme on n'en fait plus (1997) - un militant
- Frumoșii nebuni ai marilor orașe (film TV, 1997)
- Trenul vieții (1998) - primarul
- Aliens in the Wild, Wild West (1999) - Old Doc
- Amen. (2002) - Garda suedeza